# Talpa davidiana
Talpa davidiana är en däggdjursart som först beskrevs 1884 av Henri Milne-Edwards. Arten ingår i släktet mullvadar (Talpa) och familjen mullvadsdjur. IUCN kategoriserar arten globalt som otillräckligt studerad. Inga underarter finns listade.
Denna mullvad förekommer i östra Turkiet, norra Irak och västra Iran. En isolerat population finns i nordvästra Syrien och angränsande delar av Turkiet. I bergstrakter når arten 2000 meter över havet. Habitatet utgörs främst av ängar. Talpa davidiana bygger liksom andra mullvadar underjordiska tunnelsystem och äter daggmaskar samt andra ryggradslösa djur.